# آلان إم. روبرت
آلان إم. روبرت هو رياضياتي سويسري، ولد في 15 أكتوبر 1941.